# Muhàmmad VIII el Petit
Abu-Abd-Al·lah Muhàmmad (VIII) al-Mutamàssik bi-L·lah (àrab: أبو عبد الله محمد (الثامن) المتمسك بالله, Abū Abd ʿAllāh Muḥammad (aṯ-Ṯāmin) al-Mutamassik bi-Llāh), dit as-Saghir (àrab: الصغير, aṣ-Ṣaḡīr, ‘el Petit’) o el Petit, fou rei musulmà de la dinastia nassarita de Granada. Era fill de Yússuf III, al que va succeir quan va morir el 9 de novembre de 1417. Tenia només 8 anys.
El seu regnat no registra incidents militars i la treva amb Castella es va mantenir. El 1419 fou enderrocat pel clan dels Banu Sarraj, un dels grups de pressió que s'havien anat formant al regne després del fracassat setge de Ceuta en suport d'Abu-Saïd Uthman ibn Àhmad, del Regne de Fes, aleshores en mans dels portuguesos, que la havien conquerit el 1415. Els Banu Sarraj van proclamar el seu parent Muhàmmad IX l'Esquerrà, fill de Nasr ibn Muhàmmad (germà de Yússuf II). Muhàmmad VIII fou portat a Tunis, on va viure sota la protecció dels hàfsides.
El 1427 Muhàmmad IX fou enderrocat per una revolta popular que exigia la renovació de la treva amb Castella. Per influència del cap oposat als Banu Sarraj, Ridwan Bannigash (conegut a les cròniques cristianes com Venegas o Benegas), va ser cridat altre cop al tron Muhàmmad VIII, que ara tenia 18 anys, que va retornar amb suport de tropes hàfsides. Com que tampoc va saber negociar amb Castella, el 1428 els castellans van assolar la Vega de Granada i van atacar Ronda (que van arribar a ocupar temporalment). Els granadins, instigats de nou pels Banu Sarraj, el van deposar i van proclamar altre cop a Muhàmmad IX, el 1429.